# Karl Cäsar von Leonhard

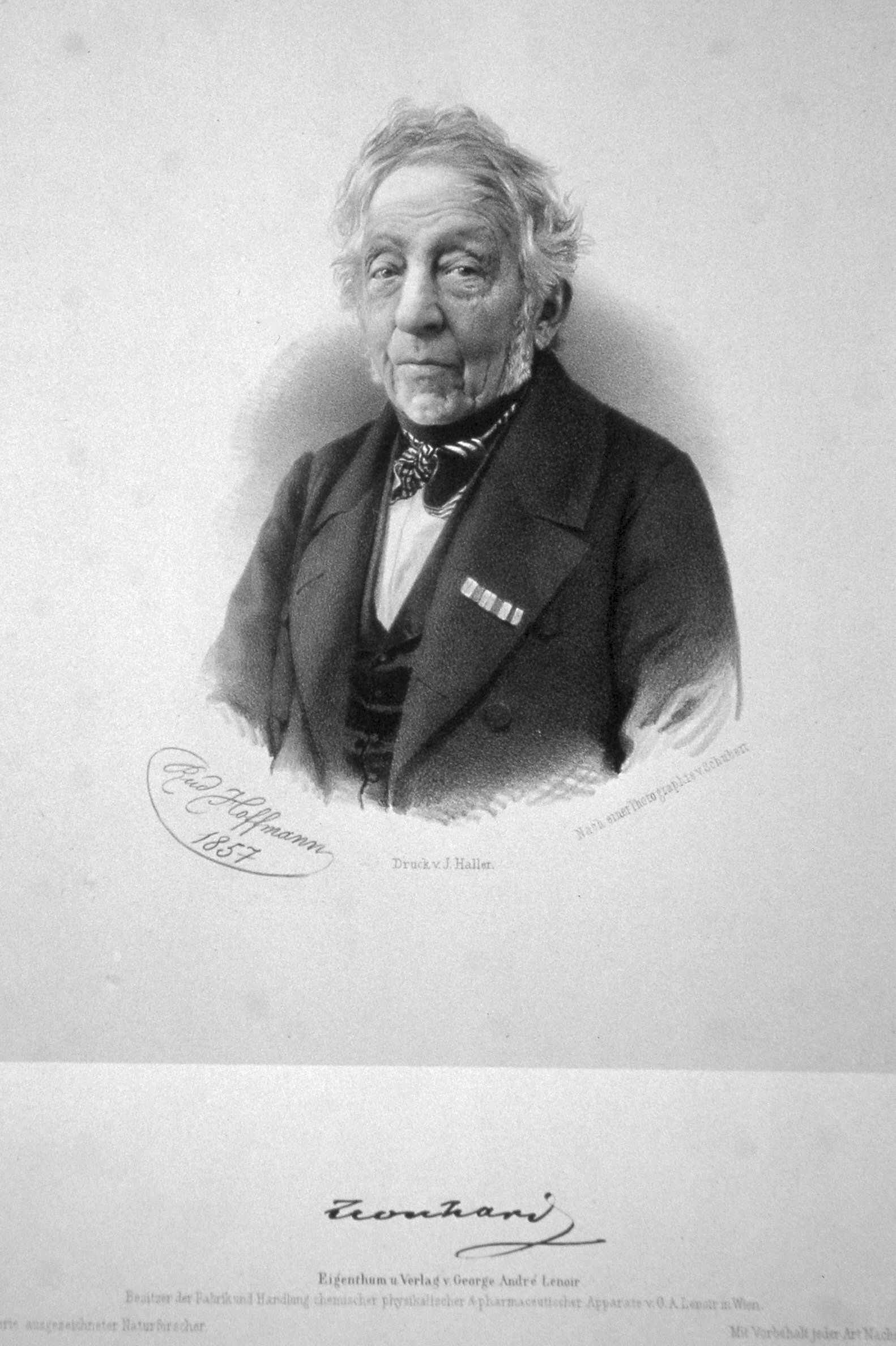
Karl Cäsar Leonhard, Lithographie von Rudolf Hoffmann, 1857

Karl Cäsar Ritter von Leonhard, auch Carl Cäsar, (* 12. September 1779 in Rumpenheim; † 23. Januar 1862 in Heidelberg) war ein deutscher Mineraloge.

## Leben

### Herkunft und Ausbildung
Leonhard verlor seine Eltern früh. Seine Mutter Susanne (1741–1792) war eine Tochter von Jacques Cesar Godeffroy (1706–1758). Sie starb bereits 1792. Sein Vater Johann Conrad Leonhard (1745–1794) stand in den Diensten des Landgrafen Karl von Hessen-Kassel. Karl Cäsar Leonhard erhielt nur eine mäßige Schulbildung, war aber ehrgeizig und vervollständigte sein Wissen, so dass höhere Bildung möglich wurde. 1797 nahm er an der Universität Marburg ein Studium der Kameralistik auf, das er an der Universität Göttingen fortsetzte.

### Berufliche Karriere
Den beruflichen Einstieg gewann er 1801 über eine Anstellung als Assessor bei der Landsteuerdirektion Hanau in der zur Landgrafschaft Hessen-Kassel gehörenden Grafschaft Hanau-Münzenberg. Die Landgrafschaft, 1803 noch zum Kurfürstentum Hessen erhoben, ging 1806 durch den Zugriff Napoleons unter, der die Grafschaft Hanau zunächst durch Militär verwalten ließ, sie aber letztendlich dem Großherzogtum Frankfurt zuschlug. Der Beamte Leonhard wurde bei den Herrschaftswechseln jeweils mit übernommen und machte dabei auch Karriere: 1809 wurde er Kammerrat und Referent für die Bergwerke. Ein Jahr später berief ihn Großherzog Karl Theodor von Dalberg zum Leiter der Domänenverwaltung des Großherzogtums Frankfurt, 1813 wurde er Generalinspektor und Geheimer Rat. Aber noch im gleichen Jahr ging das napoleonische Reich unter. Am 30./31. Oktober 1813 fand vor den Toren der Stadt die Schlacht bei Hanau statt. Leonhard war Augenzeuge des Geschehens und verfasste darüber einen ausführlichen Erlebnisbericht, der mehrfach aufgelegt wurde. Im Zuge der radikalen Restauration durch Kurfürst Wilhelm I. wurden alle Beamten wieder auf das Niveau herabgestuft, das sie beim Zusammenbruch des Kurstaates innehatten: Leonhard fand sich als Assessor wieder.
Diese enttäuschende politische Entwicklung machte es ihm leicht, 1815 nach Bayern zu wechseln. König Maximilian I., der Leonhard in Hanau kennengelernt hatte, bot ihm eine Stelle an der Bayerischen Akademie der Wissenschaften, deren auswärtiges Mitglied er 1818 wurde. An die dortige Lebensart und die Gepflogenheiten im „Kabalenreich“, wie er München bezeichnete, gewöhnte sich Leonhard nicht und so folgte er 1818 einem Ruf des badischen Staatsministers Sigismund von Reitzenstein auf den neu eingerichteten Lehrstuhl für Mineralogie an der Universität Heidelberg. Er wurde zum Großherzoglichen Geheimrat ernannt.

### Familie
1802 heiratete er eine Tochter des Hanauer Beamten Friedrich Karl Blum. Da es nun sehr auf sein Einkommen ankam, musste er den Plan aufgeben, an der Bergakademie Freiberg sein Studium fortzusetzen. Von Leonhard war der Vater des Geologen Gustav von Leonhard.

### Wissenschaftliche Karriere
Unter dem Einfluss von Johann Friedrich Blumenbach befasste er sich zunehmend mit Mineralogie und begann mit dem Sammeln von Mineralien. Er korrespondierte mit Leopold von Buch, Johann Wolfgang von Goethe, Abraham Gottlob Werner, Alexander von Humboldt und Johann Karl Wilhelm Voigt zu mineralogischen Themen und studierte deren Werke.
1805 erschien als sein erstes bedeutendes Werk, das Handbuch der allgemeinen topographischen Mineralogie. Im Basaltstreit vertrat Leonhard die Wernersche Lehre vom Neptunismus. Erst später, um 1808, veranlassten ihn Untersuchungen am Basalt zu einem Wechsel ins Lager der Plutonisten.
Mehrere Reisen führten ihn nach Sachsen, die thüringischen Staaten, die Alpen und ins Salzkammergut. Dabei lernte er Friedrich Mohs und Karl Maria Ehrenbert von Moll kennen.
Gemeinsam mit Ernst Karl Friedrich Merz und Johann Heinrich Kopp erarbeitete Leonhard die 1806 erschienene Systematisch-tabellarische Uebersicht und Charakteristik der Mineralkörper.
1808 gehörte Leonhard – neben Johann Wolfgang von Goethe – zu den Gründern der Wetterauischen Gesellschaft für die gesamte Naturkunde zu Hanau.
Das von ihm zwischen 1807 und 1829 herausgegebene Taschenbuch für die gesammte Mineralogie erschien ab 1830 in gemeinschaftlicher Redaktion mit Heinrich Georg Bronn unter dem neuen Titel Jahrbuch für Mineralogie, Geognosie und Petrefactenkunde. Von 1833 bis zu ihrem Tod im Jahre 1862 führten Leonhard und Bronn ihr gemeinschaftliches Werk als Neues Jahrbuch für Mineralogie, Geognosie und Petrefactenkunde fort.
1817 erschien sein mineralogisches Lehrbuch „Propädeutik der Mineralogie“, in dem eine Textpassage zu den Kassiterit-Vorkommen abgedruckt ist, die aus der Feder von Johann Wolfgang von Goethe stammt.
1823 führte er den Begriff „Löss“ oder Löß in die geologisch-mineralogische Literatur ein. Die von ihm erstmals als Lössaufschluss wissenschaftlich beschriebene Örtlichkeit, der Haarlass in Heidelberg, gilt seitdem als locus classicus et typicus.
Neben Fachpublikationen und einer Autobiographie verfasste Leonhard auch kleinere belletristische Schriften. 1806 wurde er zum korrespondierenden Mitglied der Göttinger Akademie der Wissenschaften gewählt. Im Jahr 1858 wurde er zum Mitglied der Leopoldina gewählt. Seit 1811 war er korrespondierendes Mitglied der Russischen Akademie der Wissenschaften in Sankt Petersburg.

## Werke (Auszug)
- Handbuch der allgemeinen topographischen Mineralogie, 1805
  - Band 2, Verlag Johann Christian Hermann, Frankfurt am Main 1808 (Link zum Digitalisat)
- Leonhard/Merz/Kopp: Systematisch-tabellarische Uebersicht und Charakteristik der Mineralkörper. In oryktognostischer und orologischer Hinsicht. J.C. Hermann, Frankfurt am Main 1806
- Taschenbuch für die gesammte Mineralogie, 1807–1829
- Allgemeines Repertorium der Mineralogie, 1811–1821
- Leonhard/Jassoy: Formverhältnisse und Gruppirungen der Gebirge, 1812
- Leonhard/Selb: Mineralogische Studien. 1812
- Geschichtliche Darstellung der Schlacht bei Hanau am 30. Oktober 1813. 1. Auflage. 1813 (anonym); 2. Aufl.: 1814; 3. Aufl. 1913; ND: In: Napoleons letzte Bataille – Augenzeugenbericht der Schlacht bei Hanau am 30. und 31. Oktober 1813. Von Carl Caesar Leonhard. = ND n. d. 3. Auflage von 1913. Hanau 2013, ISBN 978-3-935395-18-2.
- Leonhard/Kopp/Gärtner: Propädeutik der Mineralien. 1817
- Denkrede auf Werner, 1817 (Nekrolog für A.G. Werner)
- Naturgeschichte der Vulkane, A. Oswalds Universitätsbuchhandlung, Heidelberg 1818 (Link zum Digitalisat)
- Handbuch der Oryktognosie, Zwei Auflagen 1822, 1826
  - Erste Auflage, Verlag Mohr und Winter, Heidelberg 1821  (Link zum Digitalisat)
- Naturgeschichte des Mineralreiches, Verlag Joseph Engelmann, Heidelberg 1825 (Link zum Digitalisat)
  - Zweite, vermehrte und verbesserte Auflage, Verlag J. C. B. Mohr, Heidelberg 1826 (Link zum Digitalisat)
- Charakteristik der Felsarten, 1823–1824
  - Zweite Abtheilung: Gleichartige und scheinbar gleichartige Gesteine, Verlag Joseph Engelmann, Heidelberg 1824 (Link zum Digitalisat)
- Geologie oder Naturgeschichte der Erde, 5 Bände, 1833–1844
- Lehrbuch der Geognosie und Geologie, E. Scheizerbarts Verlagshandlung, Stuttgart 1835 (Link zum Digitalisat)
- Taschenbuch für Freunde der Geologie, 3 Bände, 1845–1847
- Aus unserer Zeit in meinem Leben, 2 Bände, 1854–1856
- Fremdenbuch für Heidelberg und die Umgegend: mit Holzschnitten, eingedruckten Lithographien und einer Karte, Druck und Verlag Karl Groos, Heidelberg 1834 (Digitalisat)

### Rezensionen
- Zu Carl Cäsar von Leonhard; Karl Friedrich Merz; Johann Heinrich Kopp: Systematisch-tabellarische Uebersicht und Charakteristik der Mineralkörper. Frankfurt am Main: Hermann 1806, in Allgemeine Literaturzeitung, Band 1, Nummer 62, Jahrgang 1808, siehe Seite 491–494 Digitalisat
- Zu Handbuch einer allgemeinen topographischen Mineralogie. Band 1., Frankfurt am Main, Hermann, 1805 in Allgemeine Literaturzeitung, Band 3, Nummer 278, Jahrgang 1808, siehe Seite 318–320 Digitalisat
- Zu Taschenbuch für die gesammte Mineralogie. Mit Hinsicht auf die neuesten Entdeckungen. Jg. 1. Frankfurt am Main, Hermann, 1807, in Allgemeine Literaturzeitung, Band 2, Nummer 289, Jahrgang 1808, siehe Seite 1068–1072 Digitalisat
- Zu Geschichtliche Darstellung der Schlacht bei Hanau am 30. Okt. 1813, Hanau, 1813, in Allgemeine Literaturzeitung, Band 1, Nummer 38, Jahrgang 1814, siehe Seite 304 Digitalisat
- Zu Einige Worte über meine Mineralien-Sammlung, Hanau, 1814, in Allgemeine Literaturzeitung, Band 2, Nummer 179, Jahrgang 1814, siehe Seite 651–654 Digitalisat

## Ehrungen
- 1813 Concordienorden durch Karl Theodor von Dalberg als Großherzog von Frankfurt
- 1814 Kommandeurkreuz der Bayerischen Krone (Großkreuz des Verdienstordens der Bayerischen Krone) durch Maximilian I. Joseph
- 1816 Wasaorden durch den schwedischen König Karl XIII.
- Eine 1843 von J. R. Blum für ein neues Mineral gehaltene Substanz wurde nach ihm Leonhardit benannt. Nachfolgende Analysen ergaben allerdings, dass es sich um einen teilweise dehydratisierten, undurchsichtigen Laumontit handelte.[11]
- 1853 wurde er zum Ehrenmitglied des Nassauischen Vereins für Naturkunde ernannt.

## Porträts
- Geheimer Rath Dr. Carl Caesar von Leonhard, Professor der Mineralogie und Geologie (für die Altertümer-Halle des Grafen von Graimberg im Jahr 1843 nach dem Leben gemalt) Lithografie, 16,9 cm, 25,4 cm (Blatt) (Heidelberg, Universitätsbibliothek, Graph. Slg. P_0131)
- Karl Caesar von Leonhard, Lehrer der Mineralogie an der Universität zu Heidelberg, Kupferstich von Friedrich Fleischmann (1791–1834), nach (einer Zeichnung von) Jakob Roux, gedruckt bei J. Engelmann, Heidelberg, B 29 cm, H 43 cm (Blatt) undatiert, um 1820 (Heidelberg, Universitätsbibliothek, Graph. Slg. P_0133)
- Dr. K.C. v. Leonhard, Professor der Mineralogie und Geognosie, Kupferstich von Friedrich Rosmaesler (um 1775–1858) nach Jakob Wilhelm Roux aus der Gallerie der vorzüglichsten Ärzte und Naturforscher Deutschlands, hrsg. von [F.] Rosmaesler. J. Perthes in Comm., Gotha 1831, 19,4 cm, 26,2 cm (Blatt), (Heidelberg, Universitätsbibliothek, Graph. Slg.P_0132)
- faksimilierte Unterschrift, Rud. Hoffmann, nach einer Photographie von (Heinrich?) Schubert, Druck bei J. Haller, Verlag George André Lenoir, Wien, aus der Serie „ausgezeichneter Naturforscher“